# Citharidae
Las peludas o citáridos (familia Citharidae) son peces marinos incluidos en el orden Pleuronectiformes, con pocas especies pero distribuidos por todo el mundo. Su nombre procede del latín cithara, que significa cítara, por su parecido con este instrumento musical.
A diferencia de otras familias de este orden no está tan avanzada la asimetría corporal: los Citharidae tienen los ojos a ambos lados de la cabeza, en las aletas pélvicas tienen una espina y cinco radios blandos, ambas desarrolladas igual y con una base esttrecha, mientras que las aletas pectorales están bien desarrolladas.

## Géneros y especies
Aunque hay controversia pues debe clarificarse el estatus del género Citharus, podemos considerar que existen 7 especies agrupadas en 4 géneros:
- Subfamilia Brachypleurinae:
  - Género Brachypleura (Günther, 1862)
    - Brachypleura novaezeelandiae (Günther, 1862)

  - Género Lepidoblepharon (Weber 1913)
    - Lepidoblepharon ophthalmolepis (Weber, 1913)

- Subfamilia Citharinae:
  - Género Citharoides (Hubbs 1915)
    - Citharoides axillaris (Fowler, 1934)
    - Citharoides macrolepidotus (Hubbs, 1915)
    - Citharoides macrolepis (Gilchrist, 1904)
    - Citharoides orbitalis (Hoshino, 2000)

  - Género Citharus (Artedi 1793)
    - Citharus linguatula (Linnaeus, 1758) - Pelúa o Solleta.